# Irengia lativentris
Irengia lativentris är en tvåvingeart som först beskrevs av Charles Howard Curran 1934.  Irengia lativentris ingår i släktet Irengia och familjen parasitflugor.
Artens utbredningsområde är Guyana. Inga underarter finns listade i Catalogue of Life.